# Wijkraad
Een wijkraad of dorpsraad is een onafhankelijk en zelfstandig adviesorgaan, meestal zonder rechtspersoonlijkheid. In het kader van bestuurlijke vernieuwing en gemeentelijke herindelingen zijn wijk- en dorpsraden opgericht. Met de vorming van een raad wil een gemeente meer invloed geven aan burgers op onder andere het besteden van gemeenschapsgeld. De wijkraadsleden zijn betrokken en actieve mensen die wonen of werken in de wijk. Ze worden al dan niet democratisch gekozen door wijkbewoners, of melden zichzelf aan. De wijkraad adviseert het college van B&W gevraagd en ongevraagd over ontwikkelingen en/of problemen in de wijk.

## Wijkraadpleging
Een wijkraadpleging is een manier om bewoners, bedrijven, maatschappelijke organisaties en andere belanghebbenden mee te laten denken over wat er moet gebeuren in een wijk en op welke wijze. De vorm van een wijkraadpleging kan verschillen.